# Avenida de Roma
A Avenida de Roma é uma avenida de Lisboa, localizada nas freguesias de Alvalade e Areeiro. A sua designação actual data de 27 de dezembro de 1930.
A avenida tem início na Praça de Londres e fim na Avenida do Brasil.
Foi anteriormente designada como Avenida nº 19 (1928). A sua actual designação, uma homenagem à capital de Itália, tem por base a ideia de expansão internacional do Estado Novo, que também atribuiu a outros arruamentos o nome de outras capitais como Londres, Madrid ou Paris.
Situam-se nesta avenida, entre outros, a Escola Eugénio dos Santos, o antigo Cinema Alvalade, a Praça de Alvalade, o Hotel Roma ou o antigo Cinema Roma (atual Fórum Lisboa). Nela se localizam também as notáveis pastelarias Luanda, Sul-América, Suprema e Vá-vá, entre outras.